# Rosey Grier
(en) Statistiques sur pro-football-reference
Rosey Grier, né le 14 juillet 1932 à Cuthbert en Géorgie, est un acteur, chanteur, pasteur protestant et ancien joueur de football américain.